# كهف حفرة

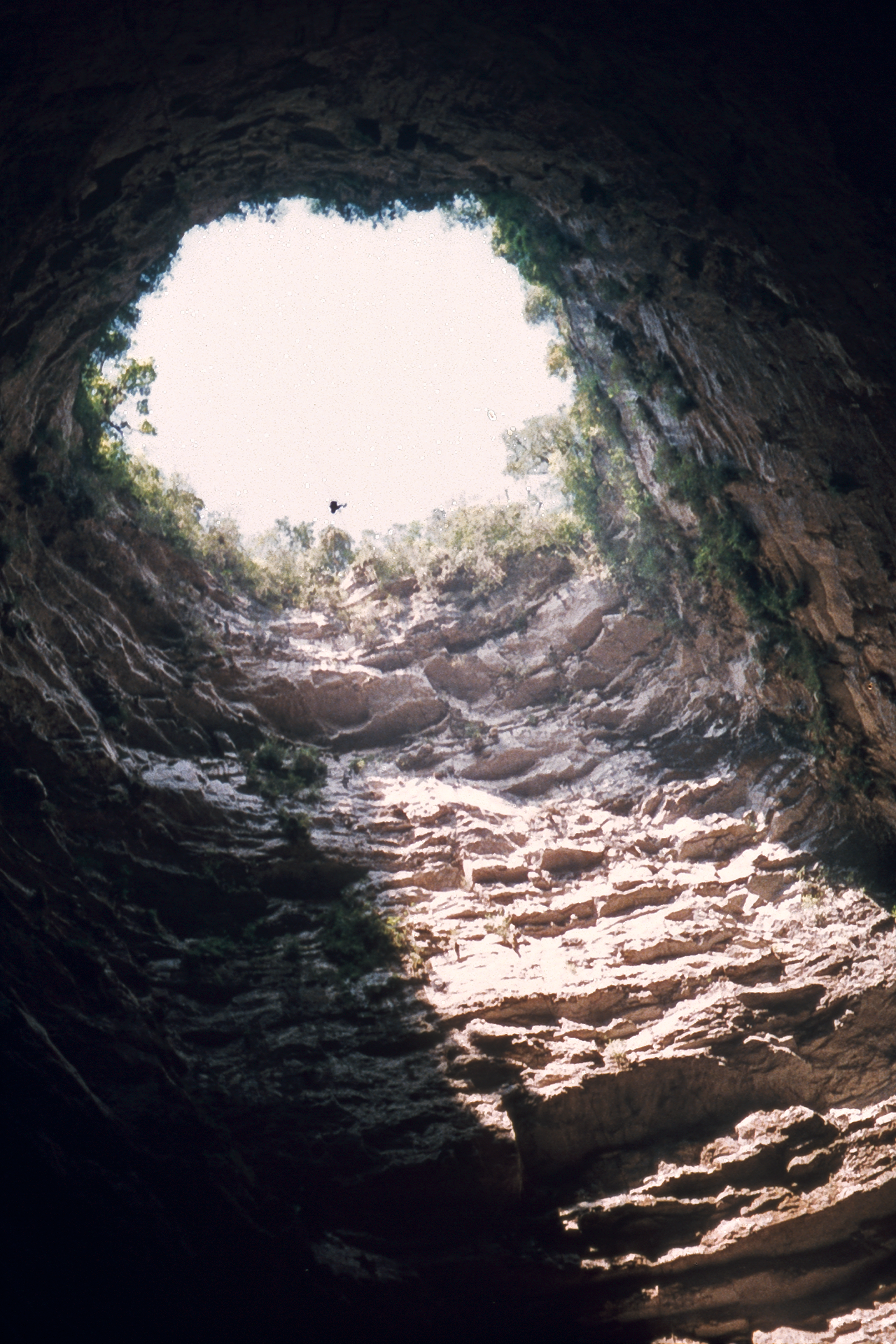
كهف الحفرة

كهف الحفرة أو الكهف العمودي هو نوع من الكهوف يحتوي على واحد أو أكثر من الأعمدة الرأسية الهامة بدلاً من كونه في الغالب ممرًا تقليديًا للكهوف الأفقية. تتشكل كهوف الحفرة عادة في الحجر الجيري نتيجة للتآكل طويل الأمد بواسطة الماء. يمكن أن تكون مفتوحة على السطح أو توجد في أعماق الكهوف الأفقية. بين الكهوف، الحفرة هي قطرة عمودية من أي عمق لا يمكن التعامل معها وعبورها بأمان دون استخدام الحبال أو السلالم.